# Gaz wielkopiecowy
Gaz wielkopiecowy – gaz wytwarzany w trakcie spalania koksu w wielkich piecach w przemyśle hutniczym. Jest on odzyskiwany i wykorzystywany jako paliwo, częściowo w hucie, a częściowo w innych procesach hutniczych lub w jednostkach wytwórczych energii dostosowanych do jego spalania.
Jego skład zależy od wsadu wielkopiecowego i waha się w granicach: 9–16% dwutlenku węgla, 23–30% tlenku węgla, 0,5–4% wodoru, 52–64% azotu, 1% metanu.
Temperatura zapłonu wynosi ok. 700 °C, a temperatura płomienia ok. 1400 °C. Z 1 tony surówki wydziela się około 4000 m³ gazu wielkopiecowego. Wydajność energetyczna wynosi ok. 3,4 MJ/kg (4,0 MJ/m³). Gęstość gazu wielkopiecowego wynosi ok. 1,169 kg/m³.
Palny w 35–75% mieszaninie z powietrzem. Stosowany do opalania nagrzewnic wielkopiecowych oraz baterii koksowniczych. Stanowi podstawę gospodarki cieplnej hut.